# Bogusław Wołoszański
Bogusław Wołoszański (ur. 22 marca 1950 w Piotrkowie Trybunalskim) – polski dziennikarz, pisarz i popularyzator historii, autor książek o tematyce historycznej, pomysłodawca oraz twórca programu Sensacje XX wieku, poseł na Sejm X kadencji.

## Życiorys

### Rodzina i wykształcenie
Syn Mariana (1908–2004) i Ireny z domu Malinowskiej (1908–1992). Jego ojciec był nauczycielem oraz dyrektorem internatu liceum w Piotrkowie Trybunalskim; w trakcie kampanii wrześniowej służył w 25 pułku piechoty, później podczas okupacji niemieckiej był członkiem Armii Krajowej (pseudonim „Orzeł”).
Bogusław Wołoszański w 1971 ukończył studia prawnicze na Wydziale Prawa Uniwersytetu Warszawskiego. Uczestniczył w seminarium doktoranckim prowadzonym przez profesora Stanisława Ehrlicha. W 1971 podjął dalszą naukę w podyplomowym dwuletnim Instytucie Dziennikarstwa UW. W 1979 rozpoczął dzienne studia reżyserskie na Wydziale Radia i Telewizji Uniwersytetu Śląskiego, z których zrezygnował z powodów rodzinnych i zawodowych.

### Działalność zawodowa
Po ukończeniu studiów otrzymał nakaz pracy w radzie narodowej w Wieluniu. W 1971 podjął współpracę z redakcją młodzieżową Telewizji Polskiej, gdzie m.in. prowadził program rozrywkowy Telewizyjny Ekran Młodych. W latach 1973–1983 był zatrudniony w redakcji międzynarodowej TVP.
W 1983 został zastępcą dyrektora dyrekcji programów oświatowych. We wrześniu tego samego roku rozpoczął pracę nad programem Sensacje XX wieku. W 1985 wyjechał jako korespondent radia i telewizji do Londynu, gdzie pracował przez trzy lata. W 1988 objął stanowisko zastępcy dyrektora TVP1 oraz szefa redakcji międzynarodowej. Wprowadził na antenę programy Raport oraz 7 dni świat, którego przez pewien czas był jednym z prowadzących. Obok audycji na temat aktualnych wydarzeń w polityce międzynarodowej w dalszym ciągu przygotowywał programy z cyklu Sensacje XX wieku. W 1990 ukazała się pierwsza oparta na tym cyklu publikacja książkowa. W 1992 powrócił do redakcji oświatowej, gdzie m.in. przygotowywał program Encyklopedia II wojny światowej. Od 1998 pracował w Agencji Produkcji Audycji Telewizyjnych.
W latach 90. zajął się również regularnie pisaniem książek, poświęconych wydarzeniom XX wieku, a także prowadzeniem wraz z żoną działalności wydawniczej. W 2001 podjął współpracę z Radiem Zet, w którym prowadził audycję Sensacje XX wieku. W 2002 był gospodarzem i współautorem telewizyjnych spotów informacyjnych Unia bez tajemnic nagranych w ramach rządowej kampanii informacyjnej poświęconej integracji europejskiej. W sierpniu 2005 odszedł z TVP. Napisał scenariusz na potrzeby ekranizacji swojej książki Twierdza szyfrów. Na tej podstawie powstał wyprodukowany przez niego trzynastoodcinkowy serial Tajemnica twierdzy szyfrów, który wyreżyserował Adek Drabiński.
W późniejszych latach na antenie Polsat Play prowadził programy popularnonaukowe Skarby III Rzeszy oraz Tajna historia XX wieku. W 2015 nawiązał współpracę z Telewizją Polską oraz stacją National Geographic, dla których ponownie realizował Sensacje XX wieku. W tym samym roku premierę miał pięcioodcinkowy cykl Przewodnik historyczny Bogusława Wołoszańskiego.

### Działalność polityczna
Od 1976 był członkiem Polskiej Zjednoczonej Partii Robotniczej. W 1985 podpisał zobowiązanie do współpracy z Departamentem I MSW, co – jak sam relacjonował – umożliwiło mu następnie wyjazd do Londynu, gdzie realizował program Sensacje XX wieku. Figurował jako kontakt operacyjny o pseudonimach „Ben” i „Rewo”. W 1988 oficer prowadzący oficjalnie zamknął dokumentację dotyczącą tego kontaktu operacyjnego. Złożył w związku z tym w 2023 oświadczenie lustracyjne potwierdzające współpracę.
W wyborach parlamentarnych w 2023 kandydował do Sejmu z pierwszego miejsca na liście Koalicji Obywatelskiej w okręgu piotrkowskim. Uzyskał mandat posła X kadencji, otrzymując 35 202 głosy. Zasiadł w Komisji Kultury i Środków Przekazu oraz Komisji Obrony Narodowej.

## Życie prywatne

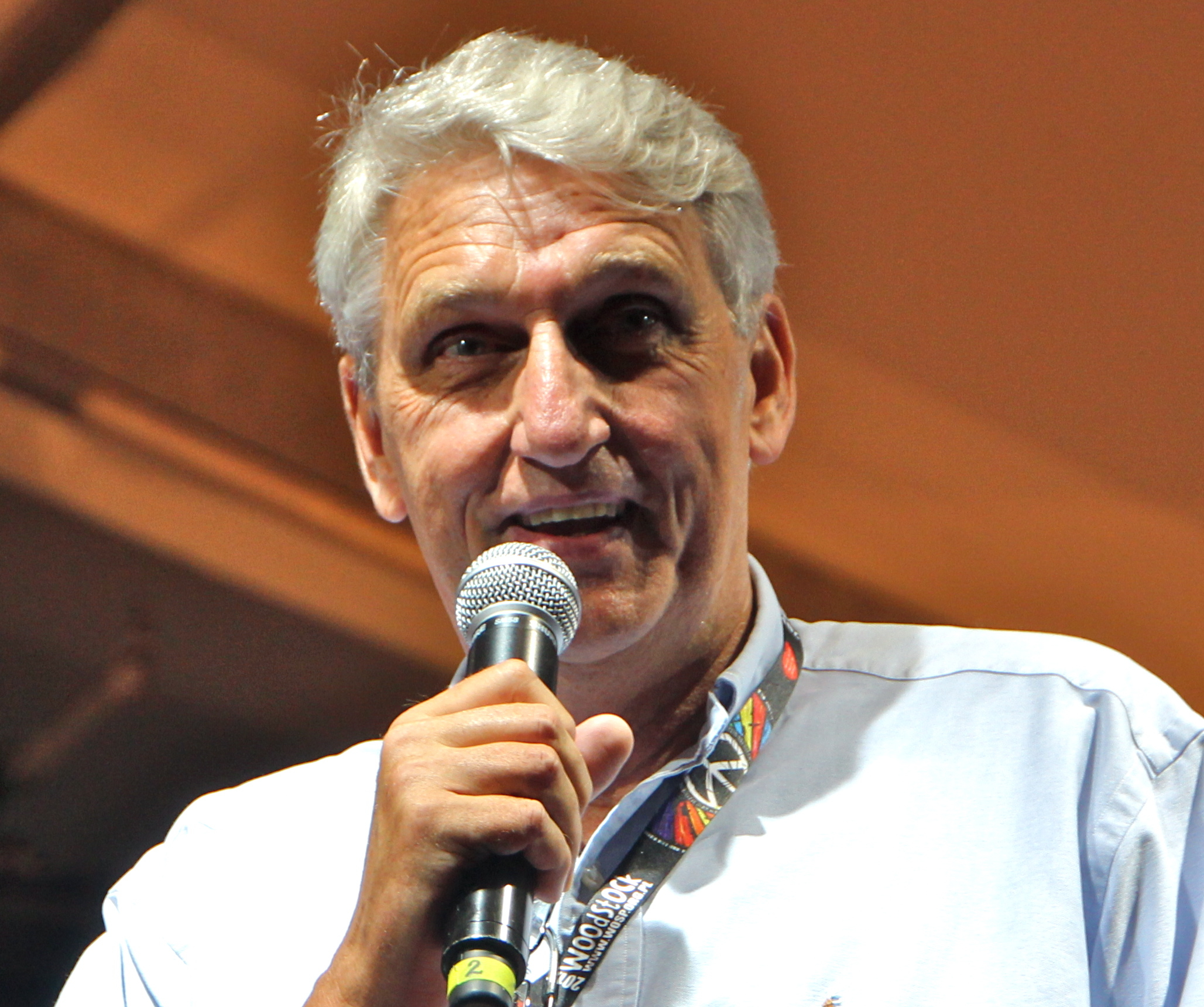
Bogusław Wołoszański (2012)

Żonaty z Hanną, związaną z branżą wydawniczą. Ma dwoje dzieci: Hannę i Michała.

## Odznaczenia i wyróżnienia
- Krzyż Kawalerski Orderu Odrodzenia Polski (1998)[22]
- Nagroda im. Bolesława Prusa (2000)[23]
- Tytuł honorowego obywatela Piotrkowa Trybunalskiego (2001)[24]
- Wiktor (1993), Super Wiktor (1998)[1]
- Dobosz Powstania Wielkopolskiego, nagroda honorowa TPPW 1918/1919 (2003)[25].

## Twórczość
Książki
- Sensacje XX wieku (Novum, 1990)
- Sensacje XX wieku: II wojna światowa (Magnum, 1994)
- Sensacje XX wieku: po II wojnie światowej (Magnum, 1995)
- Ten okrutny wiek (Colori, 1995)
- Ten okrutny wiek. Cz. 2 (Colori, 1996)
- Encyklopedia II wojny światowej, t. 1–2 (Amber, 1997)
- Tajna wojna Hitlera (Colori, 1997)
- Straceńcy (Colori, 1998)
- Tajna wojna Stalina (Colori, 1999)
- Droga do piekła: Stalin 1941–1945 (2000)
- Władcy ognia (Colori, 2001)
- Tajna wojna Churchilla (Colori, 2002)
- Twierdza szyfrów (Wyd. „Wołoszański”, 2004, powieść)
- Operacja Talos (Wyd. „Wołoszański”, 2005, powieść)
- Sieć – ostatni bastion SS (Wyd. „Wołoszański”, 2006, powieść)
- Testament Odessy (Wyd. „Wołoszański”, 2008, powieść)
- Honor żołnierza 1939 (Wyd. „Wołoszański”, 2010)
- Wojna, miłość, zdrada (Wyd. „Wołoszański”, 2010)
- Największy wróg Hitlera (Wyd. „Wołoszański”, 2012)
- Wiek krwi (Wyd. „Wołoszański”, 2016)
- SS: nowy początek (Wyd. „Wołoszański”, 2019)
- Zabić Amerykę (Wyd. „Wołoszański”, 2021)

Zeszyty z cyklu Sensacje XX wieku (1994–1996)
- Pojedynek na pustyni: Rommel contra Montgomery (1)
- Piekło i niebo: opowieść o samolotach które pokonały Japonię (2)
- Skazani: 6 tysięcy żołnierzy wysłanych na śmierć (3)
- Śmierć marszałka: jak zginął Michaił Tuchaczewski (4)
- Zemsta OAS: tajna organizacja, która chciała zniszczyć Francję (5)
- Tajemnica „Overlord” (6)
- Kryptonim: „Cycero” (7)
- Czarna orkiestra (8)
- Komandosi (9)
- Sprawa Żukowa (10)
- Śmiertelny pojedynek Chruszczow-Beria (11)
- Narodziny siły: tajna historia radzieckiej bomby atomowej (12)
- Na krawędzi: kryzys kubański 1962 (13)
- Korea w ogniu: miejsce, od którego mógł zapłonąć świat (14)
- U-2 zaginął: lot samolotu szpiegowskiego, który zmienił politykę mocarstw (15)

Programy telewizyjne
- Sensacje XX wieku (1983–2005, 2015)
- Encyklopedia II wojny światowej (1991–1996)
- Skarby III Rzeszy (2012–2013)
- Tajna historia XX wieku (2014–2016)
- Przewodnik historyczny Bogusława Wołoszańskiego (2015)

Audycje radiowe
- Sensacje XX wieku (2001–2002)